# Hipótesis del primogénito
La hipótesis del primogénito es una solución propuesta a la paradoja de Fermi que establece que no se ha descubierto vida extraterrestre inteligente porque la humanidad es la primera forma de vida inteligente en el universo.

## Trasfondo
No hay evidencia confiable o reproducible de que extraterrestres hayan visitado la Tierra. Numerosos proyectos SETI no han podido observar transmisiones o evidencia de vida extraterrestre inteligente en ningún otro lugar del Universo que no sea la Tierra. Esto va en contra del conocimiento de que el Universo está lleno de una gran cantidad de planetas, algunos de los cuales probablemente tengan las condiciones favorables para la vida. La vida típicamente se expande hasta llenar todos los nichos ecológicos disponibles. Estos hechos contradictorios forman la base de la paradoja de Fermi, de la cual la hipótesis del primogénito es una solución propuesta.

## Relación con otras soluciones propuestas para la paradoja de Fermi
La hipótesis del primogénito es un caso especial de la conjetura de Hart-Tipler (la idea de que la falta de evidencia de sondas interestelares es evidencia de que no existe otra vida inteligente en el universo que no sea la humana), que afirma una curva dependiente del tiempo hacia el descubrimiento. La hipótesis del primogénito es también un caso especial dependiente del tiempo de la hipótesis de la Tierra especial, que establece que las condiciones para crear vida inteligente son extremadamente raras.